# Den Hul
Den Hul is een kasteelachtig bouwwerk in de tot de West-Vlaamse gemeente Zwevegem behorende plaats Sint-Denijs, gelegen aan Kooigemstraat 30.

## Geschiedenis
Het betreft een buitenverblijf dat tussen 1780 en 1785 werd gebouwd in opdracht van Wilhelm Florentin von Salm-Salm, die heer van Sint-Denijs en bisschop van Doornik was. Mogelijk was het een jachtpaviljoen. Het bestond uit een achtkante toren die vermoedelijk door twee vleugels werd geflankeerd.
In 1798 werd het geconfisqueerd door de Fransen en openbaar verkocht, en Louis Declercq kocht het paviljoen. In 1854 werd het gekocht door notaris Opsomer die het liet verbouwen tot een toren met een kleine vleugel om het als woonhuis te verhuren. Het is een bakstenen gebouw op een kelderverdieping van Doornikse steen.